# دی گراهام بارنت
دی گراهام بارنت (انگلیسی: D. Graham Burnett؛ زادهٔ) تاریخ‌نگار اهل ایالات متحده آمریکا است.
وی همچنین برندهٔ جوایزی همچون کمک‌هزینه گوگنهایم شده‌است.